# Крутеньке (Нікопольський район)
Крутеньке  (до 2016 року — село Кірове) — село в Україні, у Нікопольскому районі Дніпропетровської області. До 2016 року орган місцевого самоврядування — Чумаківська сільська рада. Населення — 491 мешканців.

## Географія
Село Крутеньке знаходиться на одному з витоків річки Комишувата Сура, вище за течією на відстані 1,5 км розташоване село Новоандріївка (Дніпровський район). На відстані 1 км розташоване село Чумаки. Через село проходить автомобільна дорога Т 0420.

## Населення

### Мова
Розподіл населення за рідною мовою за даними перепису 2001 року:
| Мова            | Кількість | Відсоток |
| --------------- | --------- | -------- |
| українська      | 580       | 96.83%   |
| російська       | 15        | 2.50%    |
| вірменська      | 1         | 0.17%    |
| інші/не вказали | 3         | 0.50%    |
| Усього          | 599       | 100%     |

## Економіка
- ТОВ «Лан».

## Об'єкти соціальної сфери
- Фельдшерський пункт.